# راب‌روی (ایندیانا)
راب‌روی (به انگلیسی: Rob Roy) یک منطقهٔ مسکونی در ایالات متحده آمریکا است که در شهرستان فانتن، ایندیانا واقع شده‌است. راب‌روی ۲۰۰٫۸۷ متر بالاتر از سطح دریا واقع شده‌است.